# Trofeo Oro in Euro
De Trofeo Oro in Euro is een eendaagse wielerkoers op de UCI-kalender voor elite vrouwen met een 1.1 classificatie. De start en aankomst vinden plaats in de Italiaanse plaats Cinquale, in de gemeente Montignoso aan de Toscaanse kust. In 2011 en 2020 werd de wedstrijd niet verreden, dat laatste jaar vanwege de coronapandemie. De Italiaanse rensters Sofia Bertizzolo en Elisa Longo Borghini wisten de wedstrijd twee keer te winnen. In 2024 stond Karlijn Swinkels als eerste Nederlandse op het podium. Een jaar later wist ze zelfs te winnen.

## Erelijst

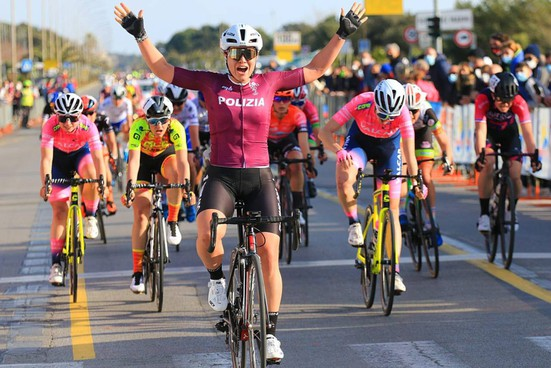
Rachele Barbieri won in 2021 namens de sportselectie Fiamme Oro van de politie.

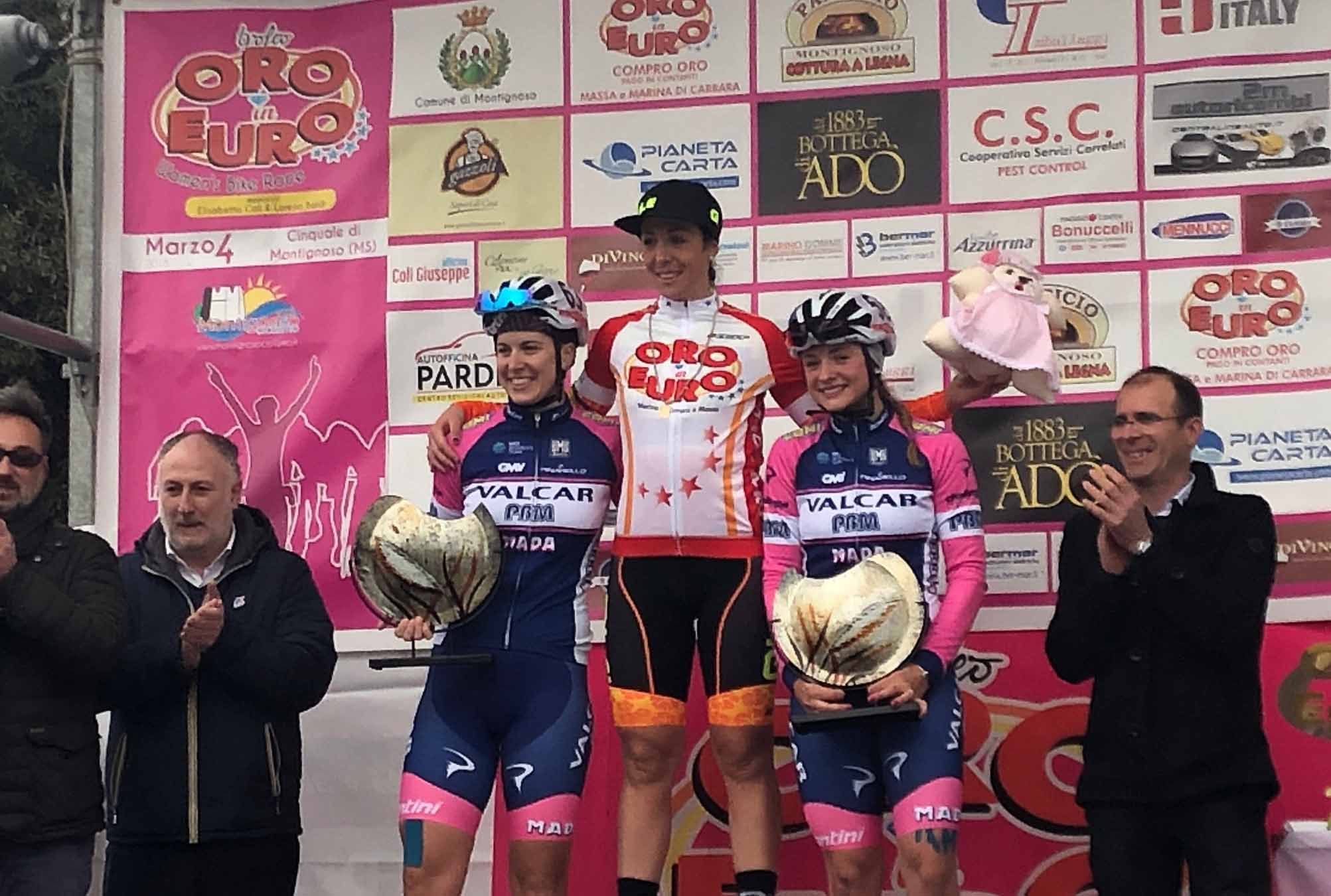
Marta Bastianelli won in 2018.

| Jaar | Datum                                | Afstand                              | Eerste                               | Tweede                               | Derde                                |
| ---- | ------------------------------------ | ------------------------------------ | ------------------------------------ | ------------------------------------ | ------------------------------------ |
| 2008 | ?                                    | ? km                                 | Laura Doria                          |                                      |                                      |
| 2009 | ?                                    | ? km                                 | Jessica Schneeberger                 |                                      |                                      |
| 2010 | ?                                    | ? km                                 | Katarzina Sosna                      | Valentina Scandolara                 | Viviana Gatto                        |
| 2011 | niet verreden                        | niet verreden                        | niet verreden                        | niet verreden                        | niet verreden                        |
| 2012 | 13-05                                | 106,0 km                             | Elisa Longo Borghini                 | Alena Amialiusik                     | Valentina Carretta                   |
| 2013 | 26-05                                | 104,0 km                             | Tatiana Antoshina                    | Valentina Scandolara                 | Alessandra D'Ettorre                 |
| 2014 | 18-05                                | 84,0 km                              | Elena Berlato                        | Jevgenija Vysotska                   | Arianna Fidanza                      |
| 2015 | 24-05                                | 86,4 km                              | Arianna Fidanza                      | Lara Vieceli                         | Alice Maria Arzuffi                  |
| 2016 | 22-05                                | 85,9 km                              | Sofia Bertizzolo                     | Rasa Leleivytė                       | Sara Olsson                          |
| 2017 | 05-03                                | 106 km                               | Arlenis Sierra                       | Marta Bastianelli                    | Giorgia Bronzini                     |
| 2018 | 04-03                                | 106,4 km                             | Marta Bastianelli                    | Ilaria Sanguineti                    | Chiara Consonni                      |
| 2019 | 10-03                                | 106,8 km                             | Laura Tomasi                         | Ilaria Sanguineti                    | Silvia Magri                         |
| 2020 | niet verreden vanwege coronapandemie | niet verreden vanwege coronapandemie | niet verreden vanwege coronapandemie | niet verreden vanwege coronapandemie | niet verreden vanwege coronapandemie |
| 2021 | 07-03                                | 106,8 km                             | Rachele Barbieri                     | Vittoria Guazzini                    | Laura Tomasi                         |
| 2022 | 06-03                                | 106,8 km                             | Sofia Bertizzolo                     | Marta Lach                           | Silvia Zanardi                       |
| 2023 | 05-03                                | 106,1 km                             | Gaia Realini                         | Amanda Spratt                        | Martina Alzini                       |
| 2024 | 03-03                                | 106,8 km                             | Elisa Longo Borghini                 | Karlijn Swinkels                     | Ruth Edwards                         |
| 2025 | 09-03                                | 106,8 km                             | Karlijn Swinkels                     | Puck Pieterse                        | Dominika Włodarczyk                  |

Meervoudige winnaressen
| Overwinningen | Naam                 | Land   | Jaren      |
| ------------- | -------------------- | ------ | ---------- |
| 2             | Sofia Bertizzolo     | Italië | 2016, 2022 |
| 2             | Elisa Longo Borghini | Italië | 2012, 2024 |

Overwinningen per land
| Overwinningen | Land                                            |
| ------------- | ----------------------------------------------- |
| 11            | Italië                                          |
| 1             | Cuba, Litouwen, Nederland, Rusland, Zwitserland |